# Liste der Monuments historiques in Vernet
Die Liste der Monuments historiques in Vernet führt die Monuments historiques in der französischen Gemeinde Vernet auf.

## Liste der Bauwerke
| Bezeichnung | Beschreibung                                      | Standort                | Kennzeichnung | Schutzstatus | Datum     | Bild |
| ----------- | ------------------------------------------------- | ----------------------- | ------------- | ------------ | --------- | ---- |
| Mühle       | Erbaut in der zweiten Hälfte des 17. Jahrhunderts | Hameau du Moulin (Lage) | PA00094659    | Inscrit      | 1988 1989 |      |